# Лесной (Татарстан)
Лесной — поселок в Тюлячинском районе Татарстана. Входит в состав Большеметескинского сельского поселения.

## География
Находится в северо-западной части Татарстана на расстоянии приблизительно 12 км на запад-северо-запад от районного центра села Тюлячи.

## История
Основан официально в 1963 году. В поселке был построен деревообрабатыващий цех, организовано лесничество.

## Население
Постоянных жителей было: 150 в 1989 году, 192 в 2002 году (татары 96 %), 190 в 2010.